# Eupithecia detritata
Eupithecia detritata là một loài bướm đêm trong họ Geometridae.